# Margarinotus faedatus
Margarinotus faedatus är en skalbaggsart som först beskrevs av J. E. Leconte 1845.  Margarinotus faedatus ingår i släktet Margarinotus och familjen stumpbaggar. Inga underarter finns listade i Catalogue of Life.